# Peter Simpson
Peter Frederick Simpson, född 13 januari 1945 i Gorleston, England, är en före detta engelsk fotbollsspelare.
Peter Simpson kom till Arsenal 1960 och blev professionell 1962. Han gjorde A-lagsdebut mot Chelsea i mars 1964, men det skulle dröja till säsongen 1966/67 innan han tog en ordinarie plats i laget. Simpson var en mångsidig spelare. Han växlade inledningsvis mellan ytterback, innerback och mittfältare, innan han etablerade sig som mittback tillsammans med Frank McLintock. Simpson bidrog starkt med sitt skickliga försvarsspel till att Arsenal kunde vinna Mässcupen 1970. En skada höll honom borta från spel under en stor del av hösten 1970, men lagom till de inledande omgångarna i FA-cupen var han tillbaka i gammalt gott slag. Simpson spelade samtliga matcher under våren 1971 när Arsenal vann både ligan och FA-cupen. Efter 477 matcher för Arsenal lämnade han klubben 1978 och spelade därefter en period i den nordamerikanska ligan NASL.